# Ladislav Ščurko
Ladislav Ščurko (né le 4 avril 1986 à Gelnica en Tchécoslovaquie, ville par la suite de Slovaquie) est un joueur professionnel de hockey sur glace.

## Biographie

### Carrière de joueur
Lors de sa première saison en 2003, en tant que junior avec le HK VTJ Spisska Nova Ves pour les jeunes de moins de 20 ans, il récolte 44 points en 37 matchs, dont 20 buts. À la fin de la saison, il est parmi les jeunes espoirs pour le repêchage d'entrée de la LNH de 2004.
Il est sélectionné par les Flyers de Philadelphie, en 6e ronde, 170e au total. Il joue ses trois autres années de junior au Canada, dans la WHL.
Il s'aligne avec les Thunderbirds de Seattle pendant 2 ans et joue avec les Americans de Tri-City en 2006-2007. Il ne joue que 12 matchs durant la saison à cause de blessures. Pendant les trois saisons jouées au Canada, il récolte 96 points, dont 39 buts en 143 matchs.
Incapable de se tailler un poste avec les Flyers, il retourne jouer en Slovaquie.

### Meurtre d'un arbitre
Le 23 avril 2009, Ščurko avoue avoir assassiné un arbitre âgé de 26 ans, Marek Liptaj, en janvier 2008 à Košice. Il aurait ensuite enterré le corps, qui est retrouvé par un habitant de la ville. Il avoue avoir poignardé Liptaj avec un couteau, il l'a atteint à la poitrine à 14 reprises. Liptaj est mort sur le coup. Ščurko pourrait écoper d'une peine d'emprisonnement de 20 ans.

## Statistiques

### En club
| Saison    | Équipe                  | Ligue         |    | Saison régulière | Saison régulière | Saison régulière | Saison régulière | Saison régulière |   | Séries éliminatoires | Séries éliminatoires | Séries éliminatoires | Séries éliminatoires | Séries éliminatoires |
| Saison    | Équipe                  | Ligue         | PJ | B                | A                | Pts              | Pun              | PJ               | B | A                    | Pts                  | Pun                  |                      |                      |
| 2002-2003 | HK Spišská Nová Ves U18 | Slovaquie U18 |    |                  |                  |                  |                  |                  |   |                      |                      |                      |                      |                      |
| 2003-2004 | HK Spišská Nová Ves U20 | Slovaquie U20 | 37 | 20               | 24               | 44               | 102              | 6                | 6 | 2                    | 8                    | 8                    |                      |                      |
| 2003-2004 | HK Spišská Nová Ves     | 1.liga        | 30 | 2                | 3                | 5                | 16               | 2                | 0 | 1                    | 1                    | 2                    |                      |                      |
| 2004-2005 | Thunderbirds de Seattle | LHOu          | 67 | 17               | 25               | 42               | 40               | 12               | 5 | 1                    | 6                    | 10                   |                      |                      |
| 2005-2006 | Thunderbirds de Seattle | LHOu          | 64 | 17               | 26               | 43               | 41               | 7                | 2 | 4                    | 6                    | 2                    |                      |                      |
| 2006-2007 | Americans de Tri-City   | LHOu          | 12 | 4                | 6                | 10               | 18               | -                | - | -                    | -                    | -                    |                      |                      |
| 2007-2008 | HK Trebišov             | 1.liga        | 17 | 7                | 4                | 11               | 48               |                  |   |                      |                      |                      |                      |                      |
| 2007-2008 | HC Košice               | Extraliga     | 35 | 0                | 2                | 2                | 30               | 16               | 1 | 0                    | 1                    | 18                   |                      |                      |
| 2008-2009 | HC Košice               | Extraliga     | 52 | 7                | 5                | 12               | 38               | -                | - | -                    | -                    | -                    |                      |                      |

### En équipe nationale
| Année | Équipe    | Compétition                     |   | PJ | B | A | Pts | Pun               |  | Résultats |
| 2003  | Slovaquie | Championnat du monde junior U18 | 7 | 0  | 2 | 2 | 2   | Médaille d'argent |  |           |
| 2004  | Slovaquie | Championnat du monde junior U18 | 6 | 0  | 3 | 3 | 6   | 6e position       |  |           |
| 2005  | Slovaquie | Championnat du monde junior     | 6 | 0  | 0 | 0 | 6   | 7e position       |  |           |
| 2006  | Slovaquie | Championnat du monde junior     | 6 | 2  | 0 | 2 | 16  | 8e position       |  |           |